# Karen Nyberg
Karen LuJean Nyberg (født 7. oktober 1969 i Minnesota) er en amerikansk maskiningeniør og ph.d., samt pensioneret NASA astronaut.
Nyberg blev den 50. kvinde i rummet på sin første mission i 2008. Indtil videre har hun deltaget i to rumfærge-missioner (STS-124), i 2008, 
hvor hun var 1. missionsspecialist, samt Soyuz_TMA-09M, i 2013 hvor hun var flyvemaskinist (Flight engineer). 
I alt har Karen tilbragt 180 dage i rummet.
Hun har tidligere opholdt sig i 2 uger i et undervandslaboratorium NEEMO i 2006, der minder om forholdene om bord på en rumstation.

Karen Nyberg er maskiningeniør og ph.d., og hun har patent på “friendly” robot probe & socket.